# Saint-Goin
Saint-Goin – miejscowość i gmina we Francji, w regionie Nowa Akwitania, w departamencie Pireneje Atlantyckie.
Według danych na rok 1990 gminę zamieszkiwały 182 osoby, a gęstość zaludnienia wynosiła 33 osób/km² (wśród 2290 gmin Akwitanii Saint-Goin plasuje się na 995. miejscu pod względem liczby ludności, natomiast pod względem powierzchni na miejscu 1394.).